# Bloemgracht
Le Bloemgracht (« Canal de la fleur » en néerlandais) est un canal secondaire situé dans l'arrondissement Centrum de la ville d'Amsterdam aux Pays-Bas. Situé à l'extérieur de la ceinture de canaux du Grachtengordel, il relie le Prinsengracht au Lijnbaansgracht parallèlement au Egelantiersgracht en traversant notamment le quartier du Jordaan selon un axe est-ouest. Son tracé est parallèle à deux rues, la Nieuwe Leliestraat et la Bloemstraat (« Rue de la fleur »).

## Histoire
Le canal fut creusé à la suite du lancement des travaux de construction du grachtengordel entre le Brouwersgracht et le Leidsegracht, en 1612. Vers 1615, les premières parcelles de terrains furent achetées. À l'origine, plusieurs ateliers de teinture étaient installés le long du Bloemgracht. La famille Calkoen figurait alors parmi les plus actives.
Willem Blaeu y implanta également son atelier de cartographie en 1635. Ce dernier fut également utilisé par Joan Blaeu et son petit-fils jusqu'en 1698. L'Atlas Maior, de même que les Grooten Atlas (« Gros atlas ») de Blaeu y furent ainsi réalisés. L'entreprise était au départ située au croisement du Bloemgracht et de la Tweede Leliedwarsstraat avant de déménager au niveau de la Derde Leliedwarsstraat. En 1672, l'imprimerie située au niveau de la Gravenstraat fut détruite dans un incendie, qui détruisit également une partie importante des ouvrages qui y étaient situés. L'entreprise fut finalement fermée en 1696. Le pont numéro 120, qui enjambe le Bloemgracht, au coin de la Derde Leliedwarsstraat, fut baptisé Atlasbrug.
Rembrandt van Rijn possédait son atelier sur le canal au cours des années 1760.